# Mount Bonython
Mount Bonython är ett berg i Australien. Det ligger i regionen Adelaide Hills och delstaten South Australia, omkring 11 kilometer öster om delstatshuvudstaden Adelaide. Toppen på Mount Bonython är 682 meter över havet, eller 50 meter över den omgivande terrängen. Bredden vid basen är 0,47 km.
Runt Mount Bonython är det ganska tätbefolkat, med 56 invånare per kvadratkilometer.. Närmaste större samhälle är Adelaide, omkring 11 kilometer väster om Mount Bonython. 
I omgivningarna runt Mount Bonython växer i huvudsak blandskog. Genomsnittlig årsnederbörd är 729 millimeter. Den regnigaste månaden är juni, med i genomsnitt 133 mm nederbörd, och den torraste är december, med 21 mm nederbörd.